# Fannie Merritt Farmer
Fannie Merritt Farmer (Boston, 23 marzo 1857 – Boston, 16 gennaio 1915) è stata una scrittrice statunitense di libri di cucina, nota per il suo The Boston Cooking-School Cook Book (1896).

## Biografia

### Formazione
Fannie Farmer nacque il 23 marzo 1857 a Boston, da Mary Watson Merritt e un editore e stampatore di nome John Franklin Farmer. Prima di quattro figlie, Fannie Farmer fu vittima di un ictus che le impedì di camminare per diversi anni e di proseguire gli studi quando aveva sedici anni. All'età di trent'anni, Farmer, che ora riusciva a camminare, si iscrisse alla Scuola di cucina di Boston su consiglio della signora Charles Shaw e vi rimase fino al 1889. Durante questi anni, la futura scrittrice di gastronomia apprese i fondamenti dell'economia domestica (una branca culinaria che stava allora facendo importanti progressi negli USA) fra cui i principi di un'alimentazione sana, le tecniche di pulizia e l'igienizzazione degli ambienti. Nel 1891, Farmer divenne la preside dell'istituto.

### Successo
Nel 1896, Fannie Farmer pubblicò il suo libro più noto e importante, The Boston Cooking-School Cook Book, una rivisitazione del Mrs. Lincoln's Boston Cook Book (1884). L'opera di Farmer conteneva 1850 ricette, fra cui quella del milk toast e delle Zigaras à la Russe, forniva consigli sul come pulire una cucina, inscatolare ed essiccare gli ortaggi e diverse informazioni nutrizionali. Inoltre, per la prima volta, specificava i volumi e le frazioni, così come il modo di riempire i misurini per preparare le ricette. La prima edizione del Boston Cooking-School Cook Book fu pubblicata dalla Little, Brown and Company in sole tremila copie a spese dell'autrice in quanto la casa editrice temeva che il libro potesse rivelarsi un insuccesso. Nonostante ciò, l'opera venne pubblicata in molte altre edizioni e vendette circa quattro milioni di copie nell'arco di settant'anni.
Farmer lasciò la Boston Cooking School nel 1902 per inaugurare la Miss Farmer's School of Cookery, una scuola femminile in cui venivano insegnati i rudimenti della cucina. Due anni dopo, Farmer pubblicò Food and Cookery for the Sick and Convalescent, che descrive i principi da seguire per praticare una dieta salutare e consiglia gli alimenti ideali da consumare durante la convalescenza, oltre a un saggio breve che descrive il diabete. 
Farmer continuò a tenere conferenze, scrivere libri di cucina e ideare ricette prima della sua morte, avvenuta nel 1915 all'età di cinquantasette anni per complicazioni dovute a un ictus. L'autrice è sepolta nel Mount Auburn Cemetery di Cambridge, nel Massachusetts.

## Opere
- The Boston Cooking-School Cook Book, 1896
- Chafing Dish Possibilities, 1898
- Food and Cookery for the Sick and Convalescent, 1904
- What to Have for Dinner: Containing Menus with Recipes for their Preparation, 1905
- Catering for Special Occasions, with Menus and Recipes, 1911
- A New Book of Cookery: Eight-hundred and Sixty Recipes Covering the Whole Range of Cookery, 1912
- The Priscilla Cook Book for Everyday Housekeepers, 1913
- A Book of Good Dinners for My Friend; or "What to Have for Dinner, 1914